# نادي مليلية
نادي مليلية (بالإسبانية: UD Melilla)‏ نادي كرة قدم إسباني يلعب في دوري الدرجة الثانية. تم تأسيس النادي في عام 1976.